# Josef Mazura
Josef Mazura (* 23. dubna 1956 Vyškov) je český fotbalový trenér, který naposledy vedl 1. SK Prostějov, a bývalý profesionální fotbalista, který hrával na pozici obránce. V roce 1981 odehrál také 1 utkání v dresu československé reprezentace. Je olympijským vítězem z LOH 1980 v Moskvě.
Josef Mazura má na svém kontě 163 zápasů v nejvyšší soutěži a vsítil v nich 1 gól. Do ligy vstoupil v sezóně 1977/78 za Brno a dres jiného klubu již v první lize neoblékl.
Jako hráč získal v sezoně 1977/78 mistrovský titul se Zbrojovkou Brno pod vedením Josefa Masopusta.

## Fotbalová kariéra
V lize odehrál 163 utkání a vstřelil 1 branku. V nejvyšší soutěži odehrál šest sezon za Zbrojovku Brno (1977–1983), s níž ve své premiérové prvoligové sezoně 1977/78 získal titul mistra ligy, jediný v historii klubu. V sezoně 1990/91 vyhrál s druholigovým rakouským SV Stockerau senzačně rakouský pohár, 30. května 1991 odehrál i celé vítězné finále proti Rapidu Vídeň (mužstvo Stockerau hrálo v bílých dresech, Josef Mazura nastoupil s číslem 2).
Za Zbrojovku startoval 16x v evropských pohárech a dal zde 2 branky (PMEZ: 4 / 0, UEFA: 12 / 2), za Stockerau si připsal 2 starty v PVP.
Za československou reprezentaci odehrál 18. srpna 1981 jedno utkání (proti výběru UEFA, utkání ke 100 letům organizovaného fotbalu u nás), dvakrát startoval v reprezentačním B-mužstvu, 16x v olympijském výběru, 3x v reprezentaci do 21 let a 7x v československé reprezentaci do 18 let.

## Trenérská kariéra
Po skončení hráčské kariéry se stal fotbalovým trenérem. V sezoně 1998/99 vedl TJ Framoz Rousínov, poté byl 6 let v Drnovicích (1999–2003 jako asistent, 2003–2005 jako hlavní trenér).
V sezonách 2005/06 a 2006/07 vedl 1. FC Brno, odkud se přesunul do slovenské Trnavy (2007–2008, finalista Slovenského poháru 2007/08). Po krátkém angažmá ve Zlíně (2008), vedl 1. FC Slovácko (2008–2010), se kterým se – jako druholigovým týmem – probojoval do finále Pohár České pošty v ročníku 2008/09. V letech 2010–2012 vedl Opavu (v sezoně 2010/11 s ní suverénně vyhrál MSFL a postoupil zpět do 2. ligy).
V sezoně 2013/14 působil v druholigovém MFK OKD Karviná. Od sezony 2014/15 se vrátil po 7 letech do Zbrojovky Brno, v níž působí jako trenér u A-mužstva SK Líšeň v MSFL (partnerský klub Zbrojovky Brno) v projektu Farma), kde se prolínají jak dorostenci, tak méně vytížení hráči Zbrojovky s líšeňskými hráči. Líšeňské vedl i v sezoně 2016/17. Skončil na konci roku 2016.
Po více než tříleté pauze se vrátil k trénování, a to do rodného Vyškova, kde plnil tři roky funkci asistenta trenéra Jana Trousila.
V září 2023 převzal Mazura druholigový Prostějov spolu se spolutrenérem Pavlem Zavadilem. Během zimní přípravy v lednu 2024 byla trenérská dvojice po pouhých 9 soutěžních utkáních z funkce odvolána, poslední tým druhé fotbalové ligy to uvedl na klubovém webu.

## Ligová bilance
V nejvyšší soutěži odehrál 163 utkání, vsítil 1 branku, ve druhé nejvyšší soutěži odehrál 80 utkání a vsítil 8 branek, vše za Zbrojovku Brno. Na vojně hrál za VTJ Tábor.
| Ročník                                   | Zápasy | Góly | Klub              |
| ---------------------------------------- | ------ | ---- | ----------------- |
| 3. liga 1975/76                          | -      | -    | VTJ Tábor         |
| 3. liga 1976/77                          | -      | -    | VTJ Tábor         |
| 1. československá fotbalová liga 1977/78 | 29     | 0    | TJ Zbrojovka Brno |
| 1. československá fotbalová liga 1978/79 | 29     | 0    | TJ Zbrojovka Brno |
| 1. československá fotbalová liga 1979/80 | 27     | 1    | TJ Zbrojovka Brno |
| 1. československá fotbalová liga 1980/81 | 28     | 0    | TJ Zbrojovka Brno |
| 1. československá fotbalová liga 1981/82 | 25     | 0    | TJ Zbrojovka Brno |
| 1. československá fotbalová liga 1982/83 | 25     | 0    | TJ Zbrojovka Brno |
| 1. ČNL 1983/84                           | 28     | 3    | TJ Zbrojovka Brno |
| 1. ČNL 1984/85                           | 24     | 3    | TJ Zbrojovka Brno |
| 1. ČNL 1985/86                           | 28     | 2    | TJ Zbrojovka Brno |
| CELKEM 1. LIGA                           | 163    | 1    |                   |
| CELKEM 2. LIGA                           | 80     | 8    |                   |